# Ruský Potok

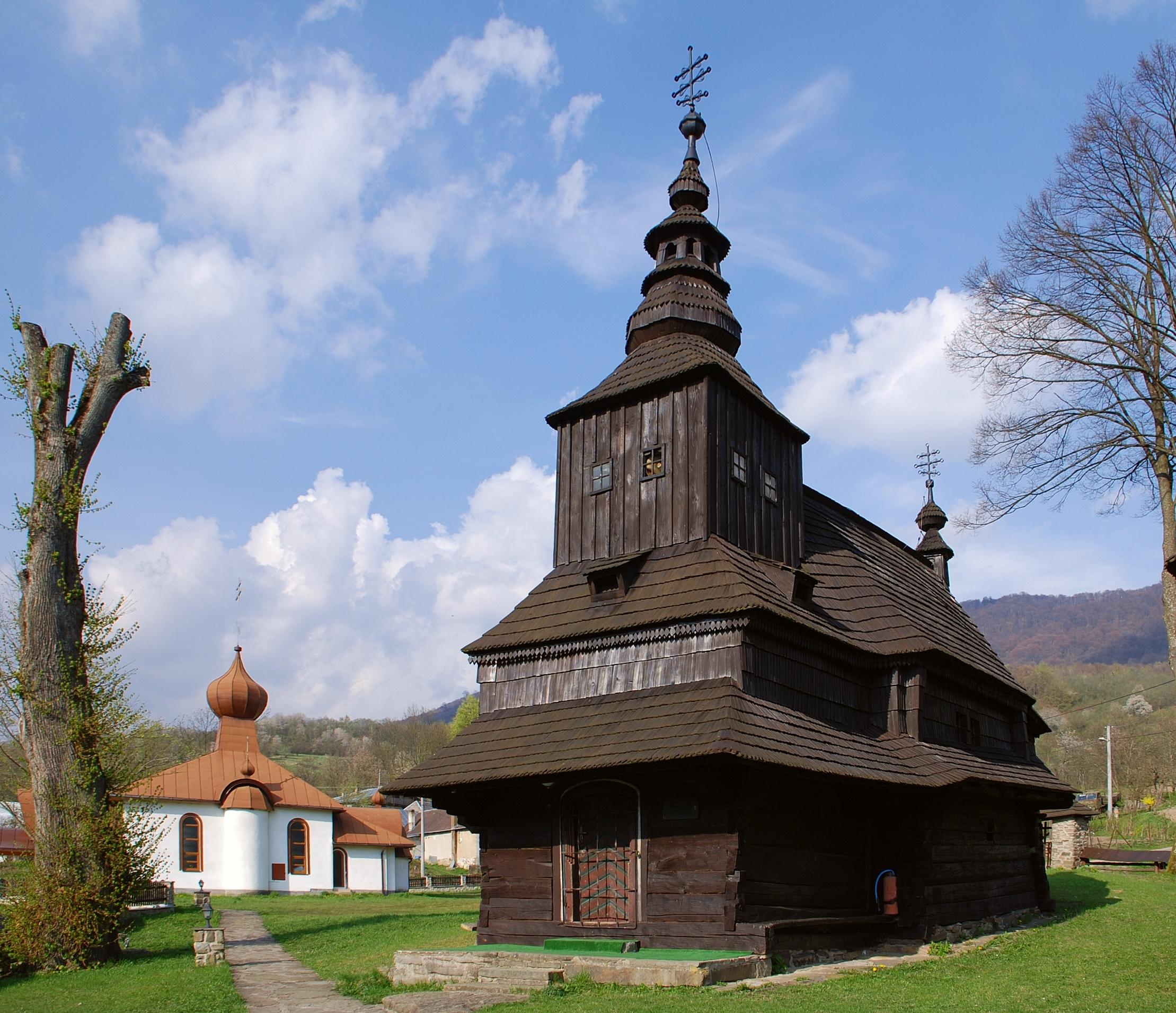
Cerkiew św. Michała Archanioła

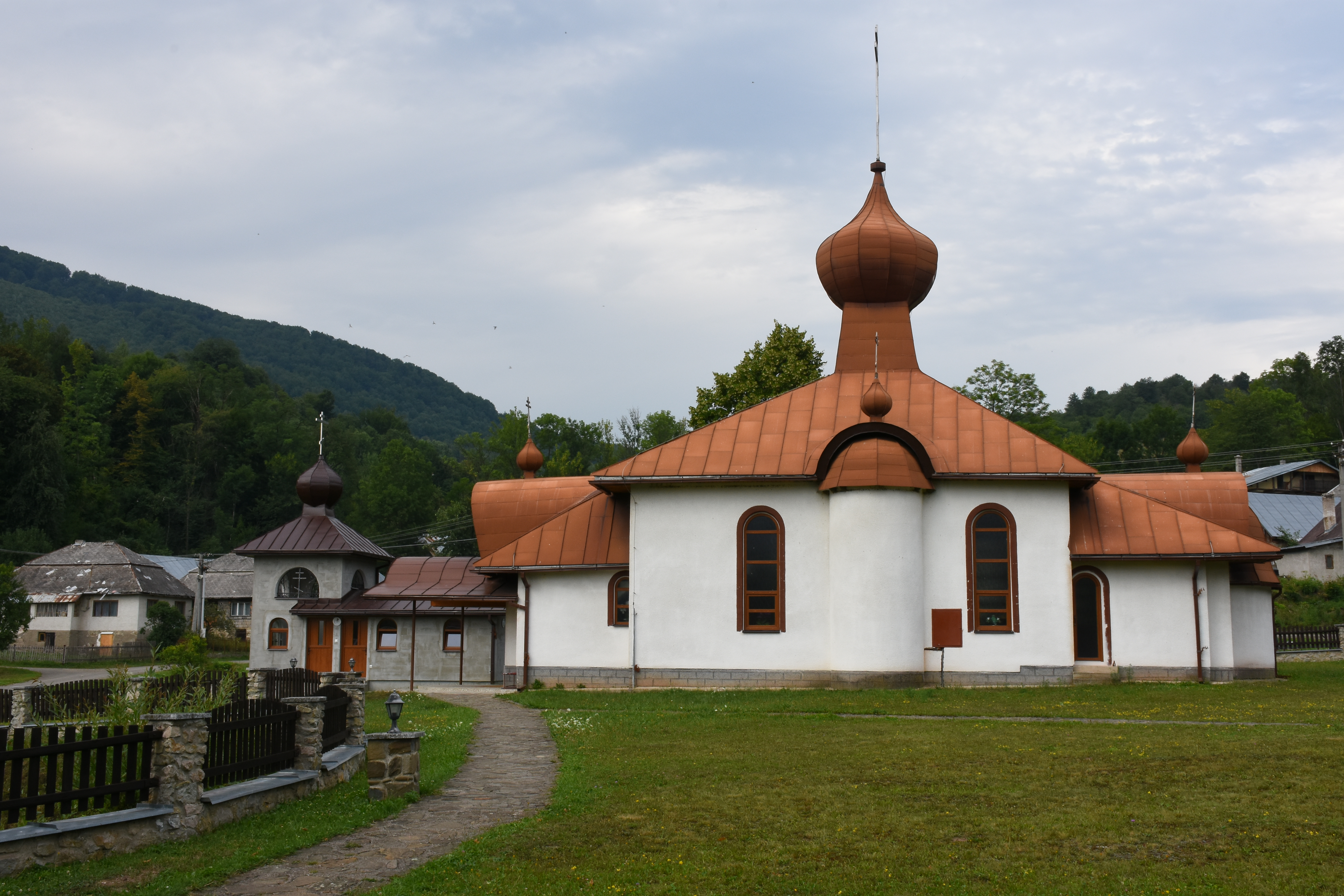
Cerkiew Wniebowstąpienia Pańskiego

Ruský Potok (ukr. Руський Потік, Ruśkyj Potik; rus. Руськый Поток, Ruśkyj Potok) – wieś (obec) na Słowacji położona w kraju preszowskim, w powiecie Snina.
W miejscowości znajdują się: zabytkowa drewniana cerkiew (obecnie prawosławna) św. Michała Archanioła oraz murowana cerkiew Wniebowstąpienia Pańskiego (główna świątynia miejscowej parafii prawosławnej).

## Historia
Pierwsze wzmianki o miejscowości pochodzą z roku 1635.

## Ludność
Według danych z dnia 31 grudnia 2012, wieś zamieszkiwało 135 osób, w tym 73 kobiety i 62 mężczyzn.
W 2001 roku rozkład populacji względem narodowości i przynależności etnicznej wyglądał następująco:
- Słowacy – 70,19%
- Rusini – 5,59%
- Ukraińcy – 24,22%

Wieś w 2001 roku zamieszkiwali w 99,38% wyznawcy prawosławia.

## Zabytki
- Drewniana cerkiew św. Michała Archanioła z 1740 roku o unikatowej konstrukcji i kompletnym ikonostasem.